# Роменський повіт
Роменський повіт — адміністративно-територіальна одиниця Полтавської губернії Російської імперії.
Повітовий центр — місто Ромни.
Попередник — Роменська сотня, 1648—1782.
Повіт утворено 1781 року у складі Чернігівського намісництва. У 1796 році увійшов до Малоросійської губернії (2-го складу). 1802 року увійшов до Полтавської губернії. 1923 року повіт скасовано, а його землі увійшли до Роменського району Роменської округи.

## Історія
Ромни — повітове місто Полтавської губернії, при річках Ромні и Сулі; станція Лібаво-Роменської залізниці. Жителів 22539. 12 православних церквов, єврейська синагога і кілька молитовних шкіл. Реальне училище (181 учнів), жіноча гімназія (275), училища духовне (198), міське (150), приходське і кілька початкових шкіл. Земська лікарня. В 1896 фабрик і заводів було 37, з 660 робітниками і виробництвом на 1630 тис. руб. За обертом перше місце займали 2 тютюнові фабрики (732 тис. руб.) і 2 парові млини (112 тис. руб.). 4 ярмарки, оборот котрих у 1895 становив за привозом 5043 тис. руб., за продажем 2891 тис. руб. Переважала торгівля мануфактурними товарами. Першопочатково в повітовому центрі був ще й значний Іллінський ярмарок, переведений у 1853 в Полтаву, з метою підняти торгове значення губернського міста. Відділення державного банку з позичковоощадною касою, міський громадський банк, Товариство взаємного кредиту повітового земства. Громадська бібліотека, книжковий магазин, 3 типографії та літографії; товариства благодійне і сільськогосподарське.
Міські доходи (в 1894) 66651 руб., витрати — 79159 руб., в тому числі:
- на утримання управи — 10519 руб.;
- на народну освіту — 2930 руб.;
- на медичну частину — 1011 руб.

Бюджет повітового земства за 1897: надходження — 156886 руб., витрати — 123825 руб., в тому числі:
- на земське управління — 9622 руб.;
- на народну освіту — 36742 руб.;
- на медичну частину — 28800 руб.

Ощадних кас 22. Населених пунктів 901, серед них 2 міста, Ромни та (старовинне історичне місто, осідок князів Глинських; нині село) Глинськ і 2 містечка (нині села), Сміле та Хмелів. Два поштово-телеграфних відділи.
Місто Ромни виникло не пізніше XI ст.; в літописі вперше згадується під 1096, в описі походу Володимира Мономаха, після чого повідомлення про нього зустрічаються тільки на початку XVII ст., коли він, з усіма сусідніми містами і селами, знаходяться у володіннях князя Корибут-Вишневецького, вважалась багатолюдним і багатим місцем. Після звільнення від Польщі місто, під іменем сотенного, входило в склад Миргородського, потім Лубенського полку. В 1782 причислене до Чернігівського намісництва, в 1802 — до Полтавської губернії. (Див. Кириллов, «Роменская старина» (Ромны, 1898)).
Повіт займав північно-східну частину Полтавської губернії. Площа — 2285,2 кв. верст. Висота поверхні між 390 футами (в долині р. Сули, між містом Ромни і селом Герасимівкою) і 684 футами (біля Ярових хуторів). Більша частина поверхні лежала на висоті 550 і 650 футів. Найбільше підняття території — в північно-східній частині повіту, між Чернечою-Слободою і Хоружівкою, а найнижчі — в південно-західній, між Талалаївкою і Глинськом. Річка Сула відділяла засульску частину повіту, що мала більш степовий характер; предсульска місцевість, тобто та, що лежала по правий бік Сули, ділилася річкою Роменцем на дві нерівні частини. З річок повіту найбільше значення мала Сула. Деякі ліві притоки Сули зовсім пересохли, з правих приток через повіт протікали річки Терень, Хуст, Бихшень та ін. При впадінні Роменця в Сулу утворювались торф'яники (до 3 кв. верст). На Сулі між селами Аксютинцями і Герасимовкою залягав гіпс. Річка Роменець зі своєю притокою Галкою утворювала торф'яники, площа котрих рівна 38 кв. верст; глибина торф'яного прошарку — до 1 сажня. Ліпні і горшечні глини розроблювалися біля села Шумська і міста Глинська. За ґрунтами повіт поділявся на 3 частини: північну чорноземну, лісову — по правому берегу Сули і засульську (переважно чорноземну). Типовий чорнозем займав близько 7/10 площі повіту (містив від 4½ до 6 % гумусу). За даними межування, всіх земель 237714 десятин; з них під садибами 17769, орних 160797, сінокосів 16848, лісів 30714, боліт 1005, пасовищної та іншої зручної 4370, незручних земель 6207 десятин. У приватних власників (окрім осіб селянських станів), у 1897 було 66790 десятин у 1141 господарстві; переважали господарства дрібні, до 50 десятин (786 господарств — 10089 десятин). У дворян було 590 господарств на 54486 десятин, у купців — 58 господарств на 4809 десятин; решта землі належала міщанам і особам інших станів. За даними міського перепису (1888 р.), селянам належало 144173 десятини, причому на 1 господарство припадало 5,5 десятин, на 1 особу — 0,93 десятини. Селян, що не мали землі, в повіті було 3,1 %.

## Адміністративний поділ
1913-го року до складу повіту входило 19 волостей:
| - місто Ромни із передмістями Западинці, Могилки, Пригородок - Бацманівська — с. Бацмани - Бобрикська — с. Бобрик - Велико-Бубнівська — с. Великі Бубни - Глинська — місто (нині село) Глинськ - Гринівська — с. Гринівка - Засульська — с. Засулля - Коровинська — с. Коровинці - Красно-Слобідська — с. Красна Слобода, нині Червона Слобода - Курманівська — с. Курмани | - Липівська — с. Липове - Пекарівська — с. Пекарі - Перекопівська — с. Перекопівка - Рогинська — с. Рогинці - Роменська — м. Ромни - Смілянська — містечко (нині село) Сміле - Талалаївська — с. Талалаївка - Хмелівська — містечко (нині село) Хмелів - Хоружівська — с. Хоружівка - Хустянська — с. Хустянка - Чернечо-Слобідська — с. Чернеча Слобода |

## Населення
Станом на 1.01.1846 і повіті мешкало:
- чоловіків — 57 966, жінок — 61 801;

Число міських жителів в місті Ромнах:
- чоловіків — 2999, жінок — 2480;

Число шлюбів протягом 1845 р. становило 1347;
У місті Ромни будинків:
- кам'яних — 5; дерев'яних — 584;

| 58.342 | 21.496 | 36.848 |

Таким чином, повіт перебував на другому місці після Золотоніського за чисельністю сільських мешканців, причому мав найвищу густоту населення у Полтавській губернії — на одну особу припадало 2,5 десятин землі.
Жителів 161817, зокрема чоловіків 81940 і жінок 79877. Населення малоруське. З 1877 р. по 1 липня 1893 р. виселилось з повіту 12374 чол., більшість — в різні губернії Сибіру; нестача землі вважається головною причиною виселення.

## Релігія
Всіх церков (1795) в повіті було 67, з них 2 кам'яні. Священиків було — 115, а церковно-служителів  — 223 особи. Єврейська громада налічувала 43 особи. Романська громада налічувала 211 осіб.

## Освіта
Шкіл (1897) в повіті було: земських 50, Міністерства народної просвіти 3 (в тих й інших 4598 хлопчиків і 607 дівчаток), церковноприходських 18 (358 хлопчиків і 233 дівчинки), шкіл грамоти 37 (680 хлопчиків и 271 дівчинка).

## Медицина
Земство утримувало 1 лікарню і 4 прийомних покої, 5 лікарів і 31 фельдшер.

## Транспорт
Кількість засвідчених паспортів і подорожніх в 1802 р -1158 осіб. Навесні і восени, після дощу на дорогах, воли були основним транспортним засобом.

## Охорона порядку
За даними городничого, кількість заарештованих при поліції становила в 1797 р -228 осіб,а в 1804 р зросла до 427.

## Торгівля
В 1896 торгових документів видано 1849. Обкладених розкладочним збором торгових підприємств 449. Ярмарок 105.

## Промисловість, сільське господарство
Головне заняття жителів — землеробство. Під посівами у селян було 96087 десятин, у інших власників — 26720 десятин. Домінуючі культури — жито, овес, гречка, ячмінь і просо; пшеницю сіяли майже виключно на приватновласницьких землях. Культура тютюну розвинута: в 1896 на 9225 плантаціях (2252 десятини) зібрано тютюну з американського насіння 4964 пуди, махорки 206339 пудів. Садівництво і городництво були розвинуті. Покращенню сільського господарства сприяли земство и місцеве товариство сільського господарства; в 1897 у селян повіту було 193 плуги, 588 віялок (з них 401 місцевого виготовлення), 128 кінних молотарок і 2 парові молотилки. За переписом 1893 в повіті було: коней 20926, волів 9206, іншої великої рогатої худоби 25808 голів, овець тонкоруних 1863, простих 65940, свиней 27963; господарств без худоби 17,8 %, господарств, що мали тільки дрібну худобу, овець і свиней — 11,6 %. З кустарних промислів развинуті гончарний (в заштатному містечку Глинську) і шкіряний (в містечку Смілому). Промислами займалися 6215 осіб. У відхідницьких промислах (1896) 10800 чоловіків і 2590 жінок. Фабрик і заводів (1896) 46, з виробництвом на 1494 тис. руб.; з них більш значні: 2 тютюнові фабрики (630 тис. руб.), 3 млини (307 тис. руб.), 1 бойня (136 тис. руб.) та 2 спиртоочисні заводи (275 тис. руб.).